# Góra Gródek
Góra Gródek – wzgórze (186,0 m n.p.m.) w południowo-zachodniej Polsce, we Wzgórzach Strzelińskich, na Przedgórzu Sudeckim.